# Scolops immanis
Scolops immanis är en insektsart som beskrevs av Breakey 1929. Scolops immanis ingår i släktet Scolops och familjen Dictyopharidae. Inga underarter finns listade i Catalogue of Life.